# Cajuína
A cajuína é uma bebida tradicional do Ceará, muito apreciada e fabricada principalmente nos estados do Ceará e do Piauí. É considerada Patrimônio Cultural do Estado do Piauí e símbolo cultural da cidade de Teresina. Preparada a partir do suco de caju, sem álcool, clarificada e esterilizada, apresenta uma cor amarelo-âmbar resultante da caramelização dos açúcares naturais do suco. Pode ser preparada de maneira artesanal ou industrializada.

## História

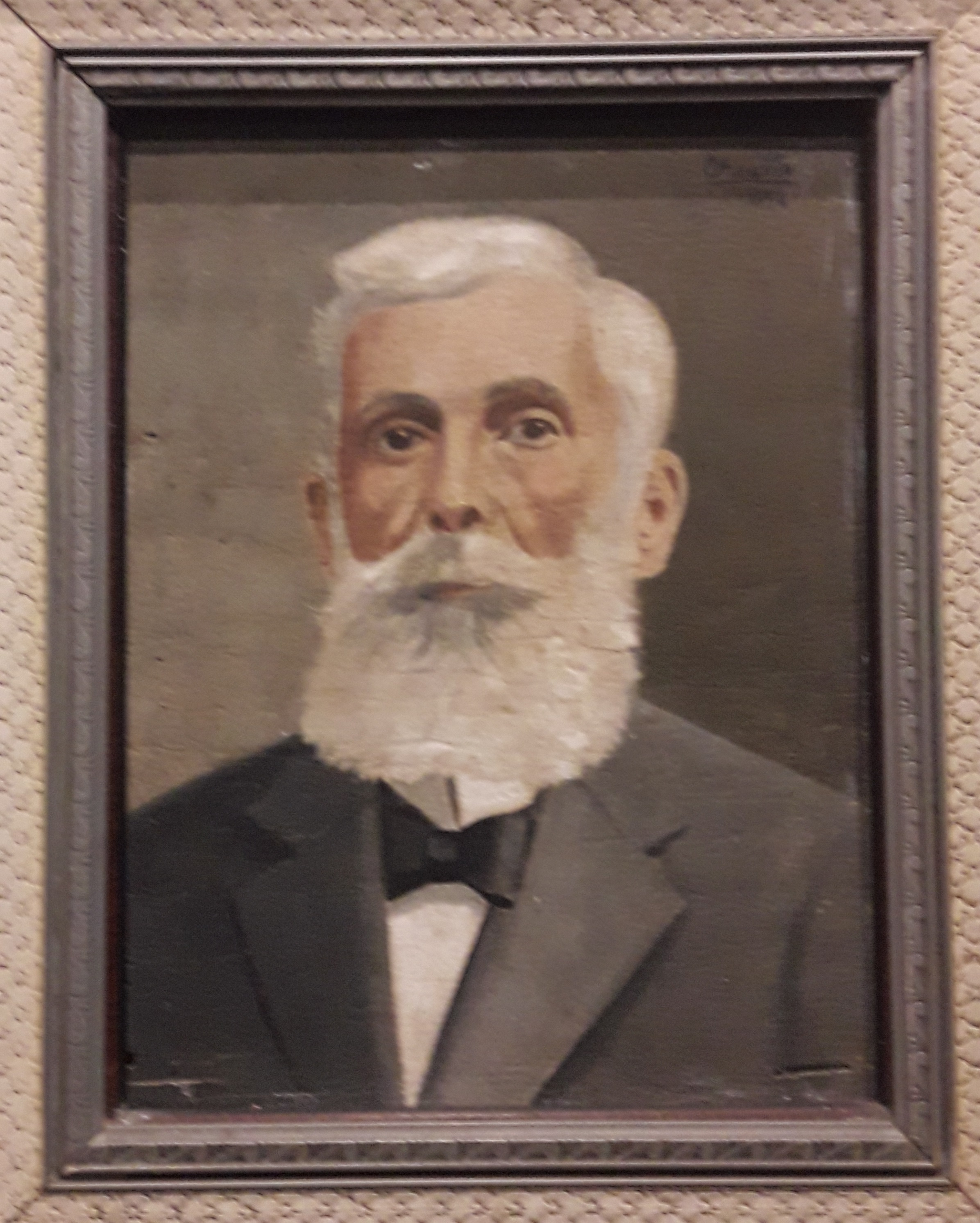
A invenção da cajuína é atribuída a Rodolfo Teófilo

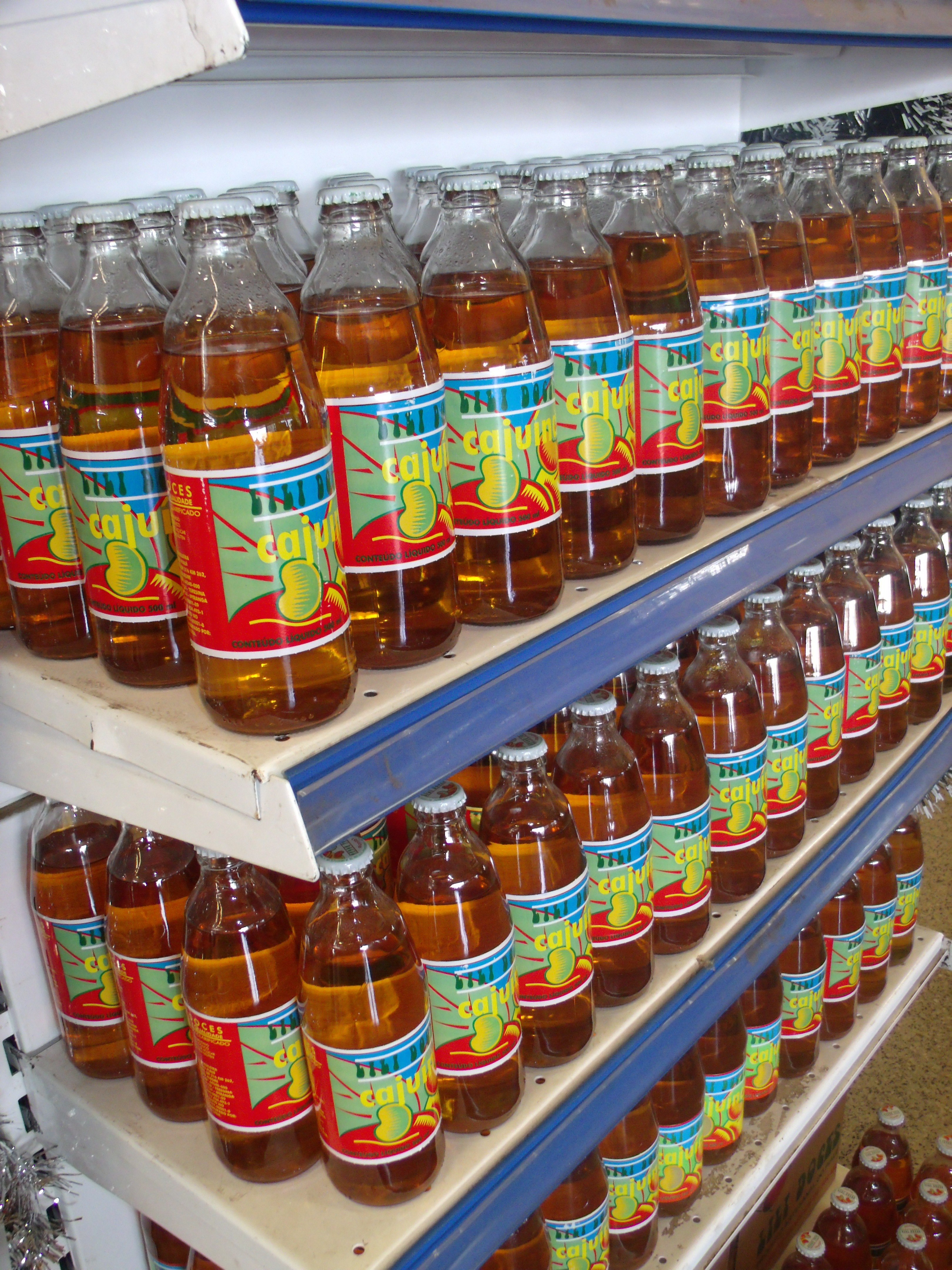
Em um supermercado no Piauí.

Bebida derivada do caju, tem origem étnica que remonta a história indígena. Era costume desses grupos a cauinagem, sendo um dos mais importantes rituais dessas populações. O “acaiu” ou açaí-ou (nome tupi do que é conhecido como caju) era ainda componente importante em suas dietas e também no uso medicinal. Grupos indígenas foram os principais responsáveis pela difusão desse vegetal pelo nordeste ao mesmo tempo que impulsionou correntes migratórias desses grupos para esta região do país. Devido ao contato interétnico, supostamente conflituoso, costumes ligados ao modo de fazer da bebida indígena foram parcialmente assimilados por populações não indígenas e em especial por família abastadas, que tinham como praxe oferecer a visitantes, constituindo em um ato de reafirmação de laços familiares e de amizade. É nesse contexto que a bebida passa a ser denominada cajuína. Outras atualizações são de cunho mercadológico e tem alterado traços significativos do modo de fazer tradicional da cajuína.

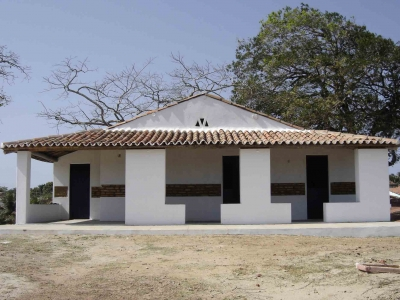
Casa onde viveu o escritor e inventor da cajuína, Rodolfo Teófilo. Hoje, o local abriga o Museu Casa Rodolpho Teóphilo e fica localizado no município de Maracanaú, região metropolitana de Fortaleza.

Apesar disso, sua criação é atribuída por documentação ao farmacêutico baiano Rodolfo Teófilo, que segundo seu registro pretendia, com ela, combater o alcoolismo. Ele a via como um substituto benévolo da cachaça.

## Processo de fabricação
A produção da cajuína é feita através dos seguintes processos:

### Extração do suco
O mais recomendado é o uso de uma prensa descontínua, do tipo parafuso. As partes que entram em contato com os pedúnculos jamais podem ser fabricadas em aço-carbono. Neste caso, recomendam-se cilindros e placas em aço inoxidável.

### Clarificação
A clarificação é realizada utilizando-se a gelatina comercial grau alimentício adicionada na forma de solução aquosa em uma concentração a 10%. Alternativamente, essa etapa pode ser feita através de membrana de ultrafiltração, sem uso de proteína animal. 

### Filtração
Pode ser realizada utilizando-se filtros de tecido de algodão, feltro ou de um material conhecido comercialmente como TNT (tecido não tecido).

### Tratamento térmico
As garrafas devidamente cheias e fechadas são submetidas a um banho-maria, para promover a esterilização comercial do produto, aumentando sua durabilidade, e a caramelização dos açúcares, que faz com que o produto atinja a a coloração amarelo-âmbar, característica da cajuína.

## Homenagem
O cantor e compositor Caetano Veloso compôs uma música intitulada "Cajuína", em que cita a bebida.